# Filbert Street
Filbert Street fu un impianto sportivo della città britannico di Leicester.
Dalla sua apertura, avvenuta nel 1891, fino alla chiusura nel 2002, fu l'impianto interno del Leicester City, per poi essere rimpiazzato dal nuovo Leicester City Stadium.
Denominato a partire dall'odonimo della strada in cui sorgeva, nell'ultimo decennio di utilizzo fu ribattezzato, per ragioni di sponsorizzazione, City Business Stadium.
Dopo la demolizione iniziata nel 2003, sull'area dello stadio sono sorte residenze per studenti universitari e un parcheggio.

## Storia

### Dalle peregrinazioni alla costruzione dello stadio
Nei primi anni di esistenza, la squadra di calcio di Leicester (all'epoca denominata Leicester Fosse, dal momento che buona parte dei soci fondatori risiedeva nei quartieri occidentali della città, nei pressi di Fosse Way) non dispose di un terreno stabile ove giocare le gare interne. Tra il 1884 e il 1885 usufruì del campo Racecourse; successivamente si stabilì per due anni presso il Victoria Park (in coabitazione col club di rugby dei Leicester Tigers) e poi per un anno al Belgrave Road Cycle Track, salvo poi tornare al Victoria Park non potendo far fronte al rincaro dell'affitto del Cycle Track.
Nel 1889 il club (ormai sviluppato e strutturato in modo professionale) spostò nuovamente il proprio terreno interno a Mill Lane, poco a nord di Filbert Street, per poi doversi nuovamente trasferire nel 1891 a seguito di un cambio di destinazione d'uso deciso dai proprietari dell'area. Fu in tale circostanza che il club individuò un terreno in Filbert Street e iniziò ad approntarvi un campo da gioco: per consentire la messa in opera dei lavori, il Leicester Fosse si trasferì momentaneamente al campo da cricket di Aylestone Road.
Intorno al campo venne costruito un terrapieno e una piccola tribuna stabile (Main stand) sul lato ovest, allo scopo di sistemarvi il pubblico: tale architettura originaria venne mantenuta fino al 1921, allorché venne attuato un primo ampliamento degli spalti. Dal 1927 vennero costruite due nuove tribune: una sul lato meridionale, nota con l'appellativo Spion Kop (piuttosto comune negli stadi inglesi, in omaggio a una sanguinosa battaglia della seconda guerra boera) e presto soprannominata Double Decker per la sua configurazione a due livelli, ed un'altra sul lato settentrionale, denominata Filbert Street end. Con questa configurazione lo stadio, il 18 febbraio 1928, poté accogliere 47.298 spettatori (alcuni dei quali si sistemarono anche sui tetti delle tribune) in occasione del quinto turno di FA Cup Leicester-Tottenham. Questi interventi si conclusero nel 1939 con l'installazione della copertura sopra la tribuna est (o Popular side).

### Dalla seconda guerra mondiale agli anni 1990
Nel 1940 la sezione centrale della Main stand venne danneggiata dai bombardamenti della Luftwaffe e da un successivo incendio. Essa venne ricostruita nel 1949 con l'ausilio di prigionieri di guerra tedeschi impiegati come manovali: negli anni 1950 si provvide inoltre a stabilizzare la capacità massima degli spalti a 42.000 posti e ad installare riflettori per consentire la disputa di competizioni in notturna.
Nel 1962 il Leicester City acquistò per 30.500 sterline il diritto di superficie sullo stadio e nel 1971 iniziò ad eliminare i posti in piedi sugli spalti, installando seggiolini sulla Filbert Street end e sulla Popular side, e provvide ad installare una copertura srotolabile e gonfiabile in polietilene (poi rimossa nel 1982) per proteggere il terreno di gioco da condizioni meteorologiche particolarmente avverse. Nel 1975 vennero aggiunti 20 "palchi d'onore" completamente chiusi al di sopra della Filbert street end.

### Verso la dismissione
Nei primi anni 1990, dopo che la società ebbe valutato e successivamente scartato l'ipotesi di costruire un nuovo impianto, si provvide a ristrutturare ed ammodernare radicalmente il Filbert Street: la tribuna principale venne demolita nell'estate del 1992 e ricostruita di dimensioni maggiori entro dicembre 1993. La nuova struttura, denominata Carling Stand per ragioni di sponsorizzazione e costata 6 milioni di sterline, era capace di accogliere 9.500 spettatori. L'anno successivo, in ottemperanza ai nuovi regolamenti che imponevano di dotare di soli posti a sedere gli stadi delle squadre di Premier League e Division One, si provvide a dotare di seggiolini anche la tribuna Double Decker (unica ad esserne rimasta sprovvista), stabilizzando la capienza massima a 21.500 posti.

### Demolizione
I buoni risultati conseguiti dal Leicester City nei tardi anni 1990 resero lo stadio vieppiù inadeguato dal punto di vista della capienza (la richiesta di biglietti era regolarmente superiore all'offerta) e dei servizi al pubblico. Ulteriori espansioni delle tribune risultavano di difficile attuazione, essendo l'impianto circondato da quartieri residenziali densamente urbanizzati e popolati. In virtù di ciò nel 1998 il club si risolse a lasciare il Filbert Street per trasferirsi in un nuovo impianto: dopo aver scartato un primo progetto per un impianto da 40.000 posti da costruire a Bede Island, venne individuata l'area ex industriale di Freeman's Wharf, poco più a sud di Filbert Street. I lavori di costruzione del Leicester City Stadium, nuovo impianto da 32.500 posti, si conclusero nell'estate del 2002.
Nel marzo 2002 il diritto di superficie sull'area del Filbert Street fu ceduto ad un'impresa immobiliare per 3,75 milioni di sterline: lo stadio venne poi chiuso ufficialmente al termine dell'ultima giornata del campionato di FA Premier League 2001-2002, che vide il Leicester imporsi per 2–1 sul Tottenham. Nell'autunno del 2002 il Rotherham United tentò di acquistare la Carling Stand per smontarla e rimontarla presso il proprio stadio, ma l'operazione non andò in porto.
I lavori di demolizione partirono nel mese di marzo 2003: una parte del terreno lasciato libero venne destinata alla costruzione di dormitori al servizio degli atenei De Montfort University e University of Leicester: la strada costruita per servire il complesso venne dedicata a Gary Lineker, ex giocatore del Leicester City. Il resto del terreno dello stadio, dopo la mancata concretizzazione di alcuni progetti di riqualificazione, è rimasto inutilizzato.